# Bitva u Hedgeley Moor
Bitva u Hedgeley Moor, z 25. dubna 1464, byla jedna z bitev války růží. Odehrála se Hedgeley Moor, na sever od vesnice Glanton v Northumberlandu, mezi vojsky Yorků vedeným Johnem Nevillem, markýzem z Montagu a Lancasterů, kterým velel vévoda ze Somersetu. Střet skončil vítězstvím Yorků.

## Pozadí
Na počátku roku 1464 začali Lancasterové doufat, že lidé z pohraničí mezi Anglií a Walesem a z West Country se vzbouří a přidají se na jejich stranu. Yorkové chtěli odvrátit nebezpečí Skotské invaze a snažili se s nimi uzavřít dohodu. Na 5. květen bylo do Yorku svoláno jednání parlamentu, aby se na něm se skotskými vyjednavači projednaly podmínky dohody. Zvýšená aktivita Lancasterů v Northumberlandu a North Yorkshire ale vyvolaly obavy o bezpečnost skotské delegace. Lord Montagu tak byl vyslán s malým vojenským oddílem, aby zajistil jejich doprovod do Yorku.
Vévoda ze Somersetu chtěl Yorky překvapit u Newcastle, ale Yorkům se podařilo tomuto střetu vyhnout. Pokračovali směrem na sever a cestou shromažďovali další vojenské síly. Když Montagu dorazil k Hedgeley Moor čítalo jeho vojsko 5 až 6 tisíc mužů. Tam se střetl s Lancastery, jichž bylo asi 5000.

## Bitva
Bitva začala způsobem běžným v té době a obě strany zahájily střet palbou lučištníků. Montagu se pak se svým vojskem posunul asi o 1500 metrů přes bažinatou půdu, aby poté zastavil postup a znovu obnovil formaci. Lancasterské levé křídlo, vedené lordy Roosem a Hungefordem (s asi 200 vojáky) zakolísalo, jejich linie se rozbila a vojáci začali prchat. Postupně se linie Lancasterů, poté co Yorkové dosáhli úrovně hlavního sledu, začala rozpadat. Pod tlakem ustupujících vojáků začala ustupovat a prchat i většina ostatních Lancasterských vojáků. Pouze malá skupina kolem sira Ralfa Percyho neustoupila a bojovala do posledního muže. Pod náporem přesily ale všichni brzy padli.

## Důsledky
Porážka a rozprášení Lancasterského vojska umožnily skotské delegaci dorazit bezpečně do Yorku, kde byla dojednána mírová smlouva. Nedaleko místa, kde došlo k bitvě, stojí kamenný sloup známý jako Percyho kříž.